# 존 빌브레이
존 빌브레이(John P. Bilbrey)는 북아메리카 최대의 초콜릿기업 허쉬의 최고경영자(CEO)이다. 허쉬 북아메리카지역의 수석부사장, 사장, 허쉬(The Hershey Company)의 부사장을 역임한 후, 2011년 5월 허쉬 최고경영자(CEO) 자리에 올랐다.